# Corennys notatipes
Corennys notatipes är en skalbaggsart som först beskrevs av Maurice Pic 1927.  Corennys notatipes ingår i släktet Corennys och familjen långhorningar. Inga underarter finns listade i Catalogue of Life.